# 丹波倶楽部
『丹波倶楽部』（たんばくらぶ）は、フジテレビの深夜帯であるJOCX-TV2にて1989年1月18日（17日深夜）から3月29日（28日深夜）まで毎週水曜 2:00 - 2:30 (火曜深夜、JST) に放送されたフジテレビとザ・ワークス制作のトークバラエティ番組。丹波哲郎（俳優）の冠番組でもある。

## 概要
丹波哲郎が、様々な時事問題をテーマとしてスタジオ30人一般人による人生相談なトークを繰り広げる内容である。

## トークテーマ（放送リスト）
1. 01月18日 - 大霊界
2. 01月25日 - テレビ
3. 02月01日 - 女
4. 02月08日 - 悪
5. 02月15日 - 受験
6. 02月22日 - ぜいたく
7. 03月01日 - 恐怖
8. 03月08日 - 解せん
9. 03月15日 - 病
10. 03月22日 - 霊界最前線
11. 03月29日 - 総集編(最終回)

## スタッフ
- 題字：坂田峰雲
- さし絵：石川次郎
- 企画：松山耕二（フジテレビ）
- 構成・天の声：まちやま広美
- ヘアメイク：スタイリストキュービック
- 協力：有栖川スタジオ（川口浩也）
- 技術：FIXX
- 編集：東通ビデオセンター
- 音効：梅田堅（佳夢音）
- TK：山沢啓子
- ディレクター：香川春太郎
- プロデューサー：金田武信、松田導泰
- 制作：ザ・ワークス、フジテレビ